# Roland Kießling
Roland Kießling (* 25. Juli 1962 in Hamburg) ist ein deutscher Afrikanist. Er ist seit 2006 Professor für Afrikanistik an der Universität Hamburg.

## Leben
Kießling studierte an der Universität Hamburg Afrikanistik und Phonetik und schloss 1988 als Magister ab. Von 1990 bis 1993 war er wissenschaftlicher Mitarbeiter im DFG-Projekt Iraqw-Texte bei Ludwig Gerhardt, er promovierte 1993 mit einer Grammatik der südkuschitischen Sprache Burunge, die in Kenia gesprochen wird. Wissenschaftlicher Assistent war von 1993 bis 1999 am Institut für Afrikanistik und Äthiopistik der Universität Hamburg, 1995 wurde ihm der Kurt-Hartwig-Siemers-Preis der Hamburgischen Wissenschaftlichen Stiftung verliehen. Mit der Schrift Die Rekonstruktion der südkuschitischen Sprachen (West-Rift). Von den systemlinguistischen Manifestationen zum gesellschaftlichen Rahmen des Sprachwandels schloss Kießling 2000 seine Habilitation ab. 
Von 2001 bis 2006 war er Heisenberg-Stipendiat der DFG. In dieser Zeit übernahm er Lehrstuhlvertretungen an der Universität Bayreuth (für Gudrun Miehe; Sommersemester 2003) und Universität Köln (für Bernd Heine; Oktober bis Dezember 2004). Seit dem 1. Oktober 2006 lehrt Kießling als Professor für Afrikanistik am Asien-Afrika-Institut der Universität Hamburg. Dort war er 2006–2009 Direktor der Abteilung für Afrikanistik und Äthiopistik, 2013–2015	stellvertretender Sprecher und anschließend bis 2016 Sprecher des Fachbereichs Asien-Afrika-Wissenschaften.
Seine Schwerpunkte sind Dokumentation und Analyse afrikanischer Sprachen; phonetische Transkription; Morphosemantik; Sprachwandel; kuschitische Sprachen (bes. Süd); nilotische Sprachen (bes. Süd); Niger-Kongo (bes. Süd-Bantoid); !Xoon (Süd-Khoisan).

## Schriften (Auswahl)
- Eine Grammatik des Burunge (= Afrikanistische Forschungen. Band 13). Research-and-Progress-Verlag, Hamburg 1994, ISBN 3-929491-03-6 (zugleich Dissertation, Hamburg 1994).
- als Herausgeber mit Paul Berger: Iraqw texts (= Archiv afrikanistischer Manuskripte. Band 4). Köppe, Köln 1998, ISBN 3-927620-34-3.
- mit Maarten Mous und Martha Qorro: Iraqw-English dictionary. With an English and a thesaurus index texts (= Kuschitische Sprachstudien. Band 18). Köppe, Köln 2002, ISBN 3-89645-065-4.
- als Herausgeber mit Theda Schumann, Mechthild Reh und Ludwig Gerhardt: Aktuelle Forschungen zu afrikanischen Sprachen. Sprachwissenschaftliche Beiträge zum 14. Afrikanistentag, Hamburg, 11. – 14. Oktober 2000. Köppe, Köln 2002, ISBN 3-89645-401-3.
- Die Rekonstruktion der südkuschitischen Sprachen (West-Rift). Von den systemlinguistischen Manifestationen zum gesellschaftlichen Rahmen des Sprachwandels (= Kuschitische Sprachstudien. Band 19). Köppe, Köln 2002, ISBN 3-89645-066-2 (zugleich Habilitationsschrift, Hamburg 2001).
- mit Maarten Mous: The lexical reconstruction of West-Rift Southern Cushitic (= Kuschitische Sprachstudien. Band 21). Köppe, Köln 2003, ISBN 3-89645-068-9.
- Verbal serialisation in Isu (West-Ring). A Grassfields language of Cameroon (= Kuschitische Sprachstudien. Band 39). Köppe, Köln 2011, ISBN 978-3-89645-555-0.